# Roje (Šentjernej, Slovenija)
Roje je naselje u slovenskoj Općini Šentjerneju. Roje se nalazi u pokrajini Dolenjskoj i statističkoj regiji Donjoposavskoj regiji. 

## Stanovništvo
Prema popisu stanovništva iz 2002. godine naselje je imalo 90 stanovnika.